# コールタール
コールタール（coal tar）とは、石炭を高温乾留する際に生成される油状物質。

## 概要
コークスを製造するときにコークス炉で石炭を乾留して得られる副生成物である。比重1.1-1.2。色は黒色〜暗茶色。主成分は芳香族化合物（多環芳香族炭化水素）でナフタレン（5%–15%）、ベンゼン（0.3%–1%）、フェノール（0.5%–1.5%）、ペンゾ[a]ピレン（1%–3%）、フェナントレン（3%–8%）などを含む。
コールタールを分別蒸留したときの残留分をコールタールピッチという。コールタールピッチを加熱すると多環芳香族炭化水素などが揮発あるいは飛散する（コールタールピッチ揮発物）。そのため独特の臭気（タール臭）を持つ。
コールタールはかつては塗料やコーティング剤として多用された。また、コークス炉の作業やタール系塗料の製造や使用の際に曝露の可能性がある。
IARC発がん性リストのグループ1（発癌性あり）に分類されている（1984年）。
コールタールの2016年度日本国内生産量は 1,380,943 t 、工業消費量は 309,969 t である。

## 応用
石炭起源のコールタールと、石油起源のアスファルトは外見は似るものの、性質や用途は別物なので使い分けが必要である。

### 塗料等
かつては枕木や木電柱など、木材の防腐剤として、またトタン屋根の塗料として表面に塗布されて使われたが、それぞれコンクリート製の普及や建材の移り変わりにより、使われなくなってきている。炭素電極の支持材にも使用されていた。
第二次世界大戦前は石炭化学プラントでの重要な製品であった。大戦後に石油化学が盛んになってからは重要度が低下しているものの、現在でも分留して芳香族化合物やクレオソート油、ピッチなどが生産され、染料やカーボンブラックの原料として利用されている。

### 医療
コールタール製剤には角質溶解・形成作用、止痒作用がある。
皮膚疾患の乾癬（かんせん）では、かつてコールタールを外用するゲッケルマン療法が行われていた。だが発癌性が指摘されてから行われなくなった。（その後、松を由来とし多環芳香族炭化水素の含有が少ない木タールを使う傾向がある）
2015年のイタリアの調査では、今日では脂漏性湿疹にはほとんど使われないとされる。

## 安全性
労働安全衛生法の第2類特定化学物質に指定されている。
世界保健機関の下部組織IARCの発がん性リストでは、コールタールは発癌性があるグループ1に分類されている（発癌性も参照）。
コールタールは最初に確認された発癌性物質である。1916年、山極勝三郎と市川厚一は家ウサギの耳にコールタールを塗擦する実験を行い皮膚がんの発生を確認したが、これは世界ではじめての化学物質による人工での癌の発生例（実験発がん）として知られている。
一方、メイヨー・クリニック でゲッケルマン療法を行った乾癬患者280人を25年間追跡調査した結果、皮膚癌の発生率は一般と比べて増加していなかった。アメリカ食品医薬品局 (FDA) もまた、治療レベルでリスクの上昇は認められなかったとしている。